# Lijst van wachtposten aan de spoorlijn Tilburg - Nijmegen
Dit is een onvolledige chronologische lijst van wachtposten aan de Spoorlijn Tilburg - Nijmegen. Een wachtpost was een huisje waarin de baanwachter woonde. Hij of zij opende en sloot de overwegbomen wanneer er een trein passeerde. 
Alle huisjes zijn in 1881 naar een standaard ontwerp door de Nederlandsche Zuid-Ooster spoorwegmaatschappij gebouwd. 
Omstreeks de jaren 50 werden er veel huisjes gesloopt omdat de overwegen automatisch bediend gingen worden en omdat er veel overwegen opgeheven werden. Daardoor verdween de oorspronkelijke functie. Enkele zijn er echter bewaard gebleven.
Wanneer er achter de straatnaam een kruisje staat, wil dat zeggen dat de oorspronkelijke straatnaam en/of overgang waaraan het huisje lag niet meer bestaat. Op deze plek staat dan de straatnaam aangegeven die ongeveer op de plek van het oude huisje ligt.
| Wachtpost | Straat                                  | Plaats           | Bouwjaar | Sloopjaar    | Extra informatie                                                      | Afbeelding |
| --------- | --------------------------------------- | ---------------- | -------- | ------------ | --------------------------------------------------------------------- | ---------- |
| 1         | Enschotsebaan*                          | Tilburg          | 1881     |              |                                                                       |            |
| 2         | Burgemeester Bechtweg*                  | Tilburg          | 1881     |              |                                                                       |            |
| 3         | De Kraan                                | Berkel-Enschot   | 1881     |              |                                                                       |            |
| 5         | Brem-Zeshoevenstraat                    | Berkel-Enschot   | 1881     |              |                                                                       |            |
| 16        |                                         | Vught            | 1881     | 1950         |                                                                       |            |
| 20        | Speldenmakerstraat*                     | 's-Hertogenbosch | 1881     |              |                                                                       |            |
| 21        | Empelseweg-Weidestraat*                 | Rosmalen         | 1881     |              |                                                                       |            |
| 22        | Spoorstraat*                            | Rosmalen         | 1881     |              |                                                                       |            |
| 23        | Deken van Roestellaan*                  | Rosmalen         | 1881     |              |                                                                       |            |
| 25        | Peelhoeven                              | Rosmalen         | 1881     |              |                                                                       |            |
| 28        | Kerkdijk                                | Nuland           | 1881     |              |                                                                       |            |
| 32        | Kloosterstraat                          | Geffen           | 1881     |              |                                                                       |            |
| 33        | Oostenakkerstraat                       | Oss              | 1881     |              |                                                                       |            |
| 35        | Willaertstraat*                         | Oss              | 1881     |              |                                                                       |            |
| 38        | Megensebaan*                            | Oss              | 1881     |              |                                                                       |            |
| 39        | Zevenbergseweg                          | Berghem          | 1881     |              |                                                                       |            |
| 40        | Kloosterstraat-Martin Luther Kingstraat | Berghem          | 1881     |              |                                                                       |            |
| 42        | Stationsstraat                          | Berghem          | 1881     | Nog aanwezig | Het huisje werd ooit vergroot met een aanbouw en verbouwd tot station |            |
| 43        |                                         | Berghem          | 1881     | 1970         |                                                                       |            |
| 44        | Beving                                  | Ravenstein       | 1881     |              |                                                                       |            |
| 45        | Baxenbosstraat*                         | Ravenstein       | 1881     |              |                                                                       |            |
| 46        | Stationssingel-Schaafdries              | Ravenstein       | 1881     |              |                                                                       |            |
| 47        | Zwarteweg-Rector Nuijensweg*            | Ravenstein       | 1881     |              |                                                                       |            |
| 48        | Maasdijk                                | Ravenstein       | 1881     |              |                                                                       |            |
| 49        | Maasbandijk                             | Niftrik          | 1881     |              |                                                                       |            |
| 50        | Lagestraat                              | Niftrik          | 1881     |              |                                                                       |            |
| 51        | Kraayenberg-Stationslaan                | Wijchen          | 1881     |              |                                                                       |            |
| 52        | Stationslaan-Klapstraat                 | Wijchen          | 1881     |              |                                                                       |            |
| 53        | Tunnelweg-Stationslaan                  | Wijchen          | 1881     | Nog aanwezig |                                                                       |            |
| 55        | Vijverlaan                              | Wijchen          | 1881     |              |                                                                       |            |
| 56        | Isaac Beekmanstraat*                    | Wijchen          | 1881     |              |                                                                       |            |
| 57        | Celsiusstraat-Woeziksestraat            | Wijchen          | 1881     |              |                                                                       |            |
| 58        | Van Schuylenburgweg*                    | Nijmegen         | 1881     |              |                                                                       |            |
| 59        | Wijchenseweg*                           | Nijmegen         | 1881     |              |                                                                       |            |